# دهستان خیرآباد (بمپور)
دهستان خیرآباد نام دهستانی بخش مرکزی شهرستان بمپور، استان سیستان و بلوچستان در ایران است.

## جمعیت
براساس سرشماری مرکز آمار ایران در سال ۱۳۹۵، جمعیت آن ۱۰،۵۱۸ نفر بوده‌است.